# Lamine Abid
Mohamed Lamine Abid (sinh ngày 4 tháng 7 năm 1991) là một cầu thủ bóng đá người Algérie thi đấu cho câu lạc bộ tại Giải bóng đá hạng nhất quốc gia Algérie CS Constantine. Anh chủ yếu thi đấu ở vị trí tiền đạo.